# Raimund Hoghe
Raimund Hoghe, né le 12 mai 1949 à Wuppertal en Allemagne et mort le 14 mai 2021 à Düsseldorf, est un danseur et chorégraphe de danse contemporaine ainsi que metteur en scène allemand.

## Biographie
La mère de Raimund Hogue est couturière, et a eu un premier enfant avant de rencontrer l'homme de quinze ans plus jeune qu'elle qui sera le père de Raimund. La situation de fille-mère est très pénible dans les années 1950 à Wuppertal. Elle meurt d'un cancer généralisé.
Raimund Hoggue naît avec une malformation de sa colonne vertébrale, mais son œuvre n'est pas une thérapie: « Je ne raconte pas mes petites affaires personnelles, je ne ressasse pas mon passé, je ne suis pas une victime. ». Dans son travail, cette bosse qu'il met à nu sur scène symbolise la douleur d'être soi et différent des autres et l'injustice,. 

« Je ne peux pas passer outre, elle fait partie de moi et devient un instrument de mon travail spectaculaire. Les spectateurs voient ce qu'ils ne veulent généralement pas voir et s'interrogent sur le droit que j'ai de me montrer ainsi, de m'exprimer et, au-delà, sur le droit que j'ai ou non de vivre. Je ne comprends pas pourquoi la différence est souvent assimilée à la laideur. En Allemagne, je n'oublie jamais que des gens comme moi ont fini en camp. Ma bosse indique la place qu'a l'homme par rapport à sa propre fin dans un éblouissement. »

Raimund Hoghe commence sa carrière en écrivant pour l'hebdomadaire allemand Die Zeit des portraits de petites gens et de célébrités, rassemblés par la suite dans plusieurs livres. De 1980 à 1990, il a été le dramaturge de Pina Bausch au Tanztheater Wuppertal, ce qui a également donné matière à la publication de deux livres. Depuis 1989, il s'est attelé à l'écriture de ses propres pièces de théâtre qu'ont jouées divers acteurs et danseurs. 1992, début de sa collaboration avec Luca Giacomo Schulte qui est à ce jour son collaborateur artistique. C'est en 1994 qu'il monte en personne sur la scène pour son premier solo Meinwärts qui forme, avec Chambre séparée (1997) et Another Dream (2000), une trilogie sur le XXe siècle. Par sa présence sur scène, Raimund Hoghe, atteint d'une malformation du dos depuis sa naissance, appelle à s'éloigner des normes corporelles.
Parallèlement à son parcours théâtral, Hoghe travaille régulièrement pour la télévision. En 1997, pour le compte de la WDR (la télévision ouest-allemande) il met en scène Der Buckel, un autoportrait long de soixante minutes.
Ses livres ont été traduits en plusieurs langues et de nombreux pays d'Europe, ainsi que d'Amérique du Nord et du Sud, d'Asie et l'Australie l'ont invité à donner ses spectacles. 
Il crée ces dernières années Young People, Old Voices (2002), Sacre - The Rite of Spring (2004), Swan Lake, 4 Acts (2005) et retourne à la forme du solo avec 36, Avenue Georges Mandel (2007). Ses chorégraphies minimalistes se rapprochent du rituel dansé.
Il meurt le 14 mai 2021 à Düsseldorf,.

## Œuvres
- 1989 : Forbidden Fruit
- 1990 : Vento
- 1992 : Verdi Prati
- 1994 : Meinwärts[1]
- 1997 : Chambre séparée
- 1998 : Der Buckel (autoportrait pour la WDR)
- 1998 : Dialogue with Charlotte
- 1999 : Lettere amorose
- 2000 : Another Dream
- 2000 : Throwing the body into the Fight
- 2002 : Young People, Old Voices[6]
- 2002 : Sarah, Vincent et moi
- 2003 : Histoires de danse
- 2004 : Sacre - The Rite of Spring
- 2005 : Swan Lake, 4 Acts[7]
- 2005 : Cartes Postales (film ARTE/Les films d'ici)
- 2007 : Boléro Variations
- 2007 : 36, Avenue Georges Mandel[8]
- 2008 : L'Après-midi d'un faune[9]
- 2009 : Body/Space/Music
- 2009 : Sans-titre[2]
- 2010 : Si je meurs laissez le balcon ouvert
- 2011 : Pas de deux
- 2012 : Cantatas
- 2013 : An Evening with Judy
- 2014 : Quartet
- 2015 : Songs for Takashi
- 2016 : La Valse
- 2016 : Musiques et Mots pour Emmanuel
- 2017 : Lettere amorose, 1999-2017
- 2018 : Canzone per Ornella
- 2018 : Pièce pour le Collège des Bernardins
- 2019 : Postcards from Vietnam
- 2019 : Projekt Bethanien

## Prix et distinctions
- 1974 : Prix Theodor-Wolff
- 1982 : Prix de littérature de la ville de Düsseldorf[10]
- 1983 : Förderpreis des Landes Nordrhein-Westfalen für junge Künstlerinnen und Künstler[Quoi ?]
- 1991 : Journalistenpreis der Deutschen Aids-Stiftung[Quoi ?]
- 2001 : Deutscher Produzentenpreis für Choreografie [précision nécessaire]
- 2006 : Prix du meilleur spectacle étranger du Syndicat de la critique pour Swan Lake[11]
- 2008 : « Danseur de l’année » du magazine Ballet Tanz
- 2019 : Officier dans l'Ordre des arts et des lettres
- 2020 : Deutscher Tanzpreis

## Hommage
L'actuel parvis du conservatoire à rayonnement régional de Montpellier a été baptisé Raimund-Hoghe lors de son inauguration en 2021.